# Lilla Nakersjön
Lilla Nakersjön är en sjö i Marks kommun i Västergötland och ingår i Viskans huvudavrinningsområde.